# 遠大洋洲語支
遠大洋洲語支由約200多種語言組成，傳統上視為中-東部大洋洲語群下的一個支系。但由於沒有足夠的共同特徵能夠支持這樣的分類，Lynch, Ross & Crowley. (2002) 的研究便取消此一分類。 

## 語言
遠大洋洲語支包含：
- 中部太平洋語
- 東外圍群島語
- 忠誠群島語
- 密克羅尼西亞語
- 新喀里多尼亞語
- 北部及中部萬那杜語